# Господарка на злото
„Господарка на злото“ (на английски: Maleficent) е американски мрачен фентъзи приключенски филм от 2014 година на режисьора Робърт Стромбърг, по сценарий на Линда Улвъртън. Във филма участват Анджелина Джоли като едноименната героиня, заедно с Шарлто Копли, Ел Фанинг, Сам Райли, Имелда Стонтън, Джуно Темпъл, Лесли Манвил в поддържащи роли. Вдъхновен е от приказката „Спящата красавица“ на Шарл Перо. Филмът е игрална адаптация на едноименния анимационен филм на Дисни през 1959 г., и изобразява историята от перспективата на едноименния злодей, изобразявайки нейната конфликтна връзка с краля и принцесата на корумпирано царство.
Уолт Дисни Пикчърс обявява разработката на филма през 2010 г., с Джо Рот като продуцент и Джули, Дон Хан и Майкъл Виейра като изпълнителни продуценти. Заснемането на филма се провежда между юни и октомври 2012 г. Специалната прожекция на филма се състои в „Кенсингтън“, Лондон, на 9 май 2014 г.
Премиерата на филма се състои в El Capitan Theatre в Холивуд на 28 май 2014 г., и беше пуснат във Великобритания на същия ден. Филмът е пуснат в Съединените щати на 30 май 2014 г. във формати Disney Digital 3D, Real3D и IMAX 3D, както и в кината.
Филмът получава смесени отзиви от критиците, спечелвайки похвали за изпълнението на Джоли, костюмите, визуалните ефекти и музиката, докато критиката е насочена към сценария и някои несъответствия в тона. „Господарка на злото“ постига търговски успех, спечелвайки над 758 милиона щатски долара по целия свят, като става четвъртият филм с най-много приходи през 2014 г., както и филмът с най-голяма печалба с участието на Джоли.
Филмът получава номинация за „Оскар“ за най-добри костюми на 87-ите награди на филмовата академия на САЩ.
Продължението „Господарка на злото 2“ (Maleficent: Mistress of Evil) е пуснато на 18 октомври 2019 г.

## Сюжет
Злодеида е могъща фея, живееща в мочурището, магическо горско царство, граничещо с човешкото кралство. Като дете тя среща селско момче на име Стефан и те се влюбват един в друг. Въпреки това, когато порастват, се разделят, като любовта на Стефан е засенчена от амбицията му да бъде крал, докато Злодеида става защитница на мочурището.
Когато крал Хенри, владетелят на човешкото кралство, се опитва да завладее мочурището, Злодеида го ранява смъртоносно, принуждавайки го да се оттегли. На смъртния си одър Хенри заявява, че който я убие, ще стане крал и ще се ожени за дъщеря му Лейла. Стефан посещава Злодеида и я упоява, но не може да се реши да я убие, вместо това отрязва крилете ѝ, представяйки ги като „доказателство“ за смъртта ѝ. Докато все още осъзнава предателството, Злодеида спасява Диавал, хванат в капан гарван, от убийството му от фермер, като го превръща в човек. Той предлага услугите си и я информира за коронацията на Стефан. Ядосана заради отнетите ѝ криле, Злодеида и вълшебните същества, обитаващи мочурището, които защитава, стават мрачни и огорчени.
След известно време Диавал информира Злодеида за кръщенето на новородената дъщеря на Стефан, Аврора. Тя пристига неканена и поставя проклятие върху Аврора – преди слънцето да залезе на шестнадесетия рожден ден на Аврора, тя ще убоде пръста си върху иглата на вретено и ще заспи дълбоко. Злодеида се подиграва на молбата на Стефан за милост, но предлага, че проклятието върху Аврора може да бъде развалено от целувка на истинска любов, за която и двамата вярват, че не съществува. Стефан нарежда на три феи – Нотграс, Флитъл и Тисълуит, да скрият и защитават Аврора в горска къща до деня след шестнадесетия ѝ рожден ден. Той също така унищожава всеки чекрък, като крие останките им в подземието на замъка. След това той изпраща армията си да убие Злодеида, но тя обгражда мочурището със стена от тръни. С годините Стефан става обсебен от убийството на Зродеида и постепенно полудява, като дори отказва да види собствената си съпруга на смъртния ѝ одър.
Междувременно Злодеида и Диавал наблюдават отдалеч как Аврора расте и тайно започват да поемат грижите за нея от некомпетентните феи. След няколко срещи лице в лице със Злодеида, която смята за своя фея кръстница, Аврора се сприятелява с нея и започва редовно да посещава мочурището. Осъзнавайки, че няма сърцето да нарани Аврора, Злодеида неуспешно се опитва да отмени проклятието, забравяйки, че е заявила, че „никоя сила на земята“ не може да го направи. Известно време по-късно Аврора среща Филип, принц от съседното кралство, и двамата са леко привлечени един от друг.
В деня преди шестнадесетия си рожден ден Аврора получава разрешение от Злодеида да живее с нея в мочурището. Когато Аврора се опитва да информира феите за това, те разкриват истината за рода и проклятието на Аврора. С разбито сърце, Аврора язди към замъка на баща си. Вместо да я приветства, Стефан, който все още планира да убие Злодеида, я заключва в една стая. Силата на проклятието привлича Аврора към подземието, където убожда пръста си върху игла на вретено и заспива дълбоко. Надявайки се да я спасят, Злодеида и Диавал отвличат Филип и проникват в замъка на Стефан. Феите насърчават неохотния Филип да целуне Аврора, но това целувката му не я събужда. След като си тръгват, Злодеида се извинява през сълзи на Аврора и я целува по челото. Аврора се събужда, тъй като Злодеида наистина изпитва майчина любов към нея.
Докато Злодеида, Аврора и Диавал се опитват да напуснат, Стефан и неговия батальон ги атакуват от засада. Злодеида омагьосва Диавал в дракон, за да ѝ помогне, но и двамата са покорени. Аврора намира и освобождава затворените крила на Злодеида, които се прикрепят отново към нея, позволявайки ѝ да отвърне на удара. Тя лети със Стефан върху себе си до върха на кула, без да иска да го погуби, тя обявява, че битката е приключила и си тръгва, но Стефан я хваща отзад. Тя се спасява с летене, докато той отхлабва хватката си и пада, намирайки смъртта си. След като Стефан умира, Злодеида връща предишната слава на мочурището и коронясва Аврора за техен нов владетел, обединявайки двете кралства. Аврора също започва връзка с Филип.

## Актьори
- Анджелина Джоли – Злодеида, яростна и отмъстителна покровителка на мочурището, която, като отмъщение за предателството от Стефан, налага проклятие на дъщеря му Аврора. За разлика от анимационен аналог, тази версия на героинята е изобразена по-симпатично.[5] С напредването на филма Злодеида се превръща от жертва в злодей след предателството на Стефан и накрая в герой поради майчинските си чувства, които развива към Аврора.[6] Актрисата споделя, че това е една от най-трудните роли, които е изпълнявала, тъй като „[Злодеида] съчетава всички черти на това да си човек, въпреки че не е... За мен ролята беше по-трудна и по-емоционална, отколкото очаквах“.[7]
  - Исобел Молой – Злодеида (дете)
  - Ела Пърнел – Злодеида (тийнейджърка)
- Ел Фанинг – Аврора, известна още като Спящата красавица, невинната дъщеря на Стефан и Лейла, която попада под проклятието на Злодеида.[8][9] Актрисата описва героинята си като „много свободолюбив и тъй като е държана далеч от ежедневието, тя е много отворена към нещата и невинна. Но това я прави много симпатична и очарователна“.[10]
  - Вивиан Джоли-Пит – Аврора (5-годишна)
  - Елинор Уортингтън Кокс – Аврора (8-годишна)
  - Джанет Мактиър – Аврора (възрастна), която е разказвач във филма[11]
- Шарлто Копли – Стефан, амбициозният и отмъстителен баща на Аврора и бивш приятел от детството на Злодеида, който отрязва крилете ѝ, за да стане крал.[12][13] За разлика от анимационен аналог, тази версия на героя е представена в антагонистична светлина.[6]
  - Майкъл Хигинс – Стефан (дете)
  - Джаксън Бюс – Стефан (тийнейджър)
- Лесли Манвил, Имелда Стонтън и Джуно Темпъл – Флитъл, Нотграс и Тисълуит, трите феи, на които Стефан дава задачата да се грижат за Аврора до нейния шестнадесети рожден ден.[14][15] Тези версии на героините са значително различни от техните анимационните аналози (Флора, Фауна и Лъчезария), като техните роли са сведени до комичното.[16]
- Сам Райли – Диавал, променящият формата си гарван, който е спътник на Злодеида.[14] Райли описва героя си като „верен съюзник на Злодеида, който може да лети до места и да шпионира за нея. Връзката им процъфтява и Диавал развива привързаност към нея“.[17]
- Брендън Туейтс – Филип, принц, който се сприятелява и се влюбва в Аврора.[18][19]
- Кенет Греъм – Хенри, кралят, предшестващ Стефан, и баща на Лейла. Заради усилията му да завладее мочурището е ранен от Злодеида.[14]
- Хана Ню – Лейла, дъщеря на Хенри, съпруга на Стефан и майка на Аврора.[20]

## Продукция
Анджелина Джоли се включва в проекта през март 2010 г. Джоли приема ролята с удоволствие, защото като малка е обожавала героинята. Сценарият на филма е написан от Линда Улвъртън. На 6 януари 2012 г. Дисни обявява, че Робърт Стромбърг, сценографът на „Алиса в Страната на чудесата“ (Alice in Wonderland) и „Оз: Великият и могъщият“ (Oz the Great and Powerful), ще режисира филма. Джо Рот, Дон Хан и Ричард Д. Занук са наети за продуценти, но Занук умира по-късно същата година. Рот казва, че филмът не би съществувал, ако Джоли не се била съгласила да вземе главната роля: „Тя изглеждаше като единствения човек, който можеше да играе ролята. Нямаше смисъл да го правим без нея.“ Според Хан първоначално филмът е трябвало да бъде анимационен, но след кастинга на Джоли било решено да бъде игрален филм.
През март 2012 г. става ясно, че е възможно Ел Фанинг да влезе в ролята на принцеса Аврора, Спящата красавица. Нейният кастинг е обявен през май 2012 г., заедно с този на Шарлто Копли като Крал Стефан, бащата на принцеса Аврора.
Режисьорът Стромбърг подчертава „прекрасния“ контраст между двете водещи актриси Ел Фанинг и Анджелина Джоли, наричайки персонажа на Аврора „маяк на светлината“, който с нетърпение очаква да се слее с тъмнината на Злодеида.

### Сценарий
Сценарият на Линда Улвъртън минава през 15 версии, докато трае продукцията на филма. Режисьорът Робърт Стромбърг споделя: „Срещах се често със сценаристката Линда Улвъртън. Проведохме много дискусии на кръгла маса и някак си изчистихме сюжета, доколкото можахме.“ В някои по-ранни версии на историята Стефан е получовек, полуфея и син на крал Хенри. Версията на сценария, която влиза в заснемането, първоначално включва два героя, наречени кралица Ула и крал Кинлох, кралицата и кралят на феите на Мурс, както и лелята и чичото на Злодеида. Стромбърг казва: „Първоначално прекарахме малко повече време в приказния свят, преди да влезем в човешката страна на нещата... искахме да сведем филма до два часа.“
По-късно Стромберг твърди в интервю, че е използвал „вечен“ емоционален разказ за филма и го е нарекъл „най-голямата тръпка“ срещу всички технологични постижения. „И начинът, по който показваме това, е, представяйки персонаж, който е влюбен, но бива предаден и не вярва, че истинската любов съществува. Така че поуката е, че всички ние сами можем да се чувстваме тъмни, но да не губим надежда, защото светлината може да се появи и на най-неочакваното място“, обяснява той.

### Заснемане
Снимките започват на 13 юни 2012 г., като някои от тях се провеждат в провинция Бъкингамшир, близо до Турвил 

### Презаснемания
Джон Лий Ханкок асистира на Стромбърг със презаснемането на филма. Ханкок, който току-що е приключил с финалната постпродукция на „Спасяването на мистър Банкс“. Продуцентът Джо Рот казва: „Той не режисира. Той пише страници, а аз го наех за първи път като режисьор и е по-добре той да бъде на снимачната площадка.“ Рот бил попитан защо „филм от такъв мащаб е поверен на начинаещ режисьор“ и той отбелязва, че Стромбърг печели награди „Оскар“ за продуцентски дизайн на „Аватар“ и „Алиса в Страната на чудесата“. Рот казва: „Филмът е прекрасен за гледане и последните 75 минути са наистина забавни. Проблемът беше в началото, което бе презаснето за осем дни.“

### Визуални ефекти
Като предишен дизайнер на продукции Стромбърг се стреми да балансира използването на практически и компютърно генерирани ефекти. Например, докато рогата и протезирането на лицето на Злодеида са създадени от гримьора Рик Бейкър, Digital Domain извършва заснемането на лицето на Имелда Стонтън, Лесли Манвил и Джуно Темпъл, за да бъдат генерирани трите феи с висока автентичност с помощта на специално монтиране от Disney Research в Цюрих. Що се отнася до визуалните ефекти, Стромбърг цели да го направи „малко по-обоснован“ и „не твърде сюрреалистичен“, защото може да отвлече вниманието от простотата на историята. Той също така съжалява, че не е използвал по-големи декори и е позволил на актьорите да работят в по-реалистична среда с „истински декори и истински светлини“.

## Пускане
Филмът първоначално е планиран за излизане през март 2014 г., преди да бъде променен на 2 юли 2014 г. На 18 септември 2013 г. датата на излизане на филма е изместена от 2 юли 2014 г. на 30 май 2014 г., заради „Добрият динозавър“ на Пиксар, който има проблеми и забавяния в производството. Във Великобритания филмът излиза на 28 май 2014 г.
През септември 2020 г. филмът се завръща по кината във Великобритания след повторното им отваряне след пандемията от COVID-19.

## В България
В България филмът е пуснат по кината на същата дата от Форум Филм България със български субтитри.
На 25 януари 2016 г. е излъчен за първи път по локалната версия на HBO. Дублажът е на войсоувър в Доли Медия Студио. Екипът се състои от:
| Преводач           | Надя Жекова                                                               |
| Тонрежисьор        | Петър Пейков                                                              |
| Озвучаващи артисти | Даринка Митова Мими Йорданова Мина Костова Христо Димитров Живко Джуранов |

На 25 март 2018 г. е излъчен по NOVA в неделя от 20:00 ч. с втори войсоувър дублаж. Екипът се състои от:
| Озвучаващи артисти  | Таня Димитрова Петя Абаджиева Йорданка Илова Силви Стоицов Ивайло Велчев Светозар Кокаланов |
| Преводач            | Илиян Михайлов                                                                              |
| Тонрежисьор         | Цветомир Цветков                                                                            |
| Режисьор на дублажа | Димитър Кръстев                                                                             |

На 22 ноември 2018 г. еднократната специална прожекция на филма е задържана в Нов български университет в София, България, където българският актьор Петър Байков дублира всички герои във филма, докато променя гласа си на мъжки и женски. По-късно изпълнява част от филмовия трейлър по време на полуфинала на риалити шоуто „България търси талант“ през 2019 г., което го изпраща на финала. По-късно е избран от Walt Disney Studios, за да озвучи принц Филип в българския дублаж на „Господарка на злото 2“.